# Markus Eichenberger

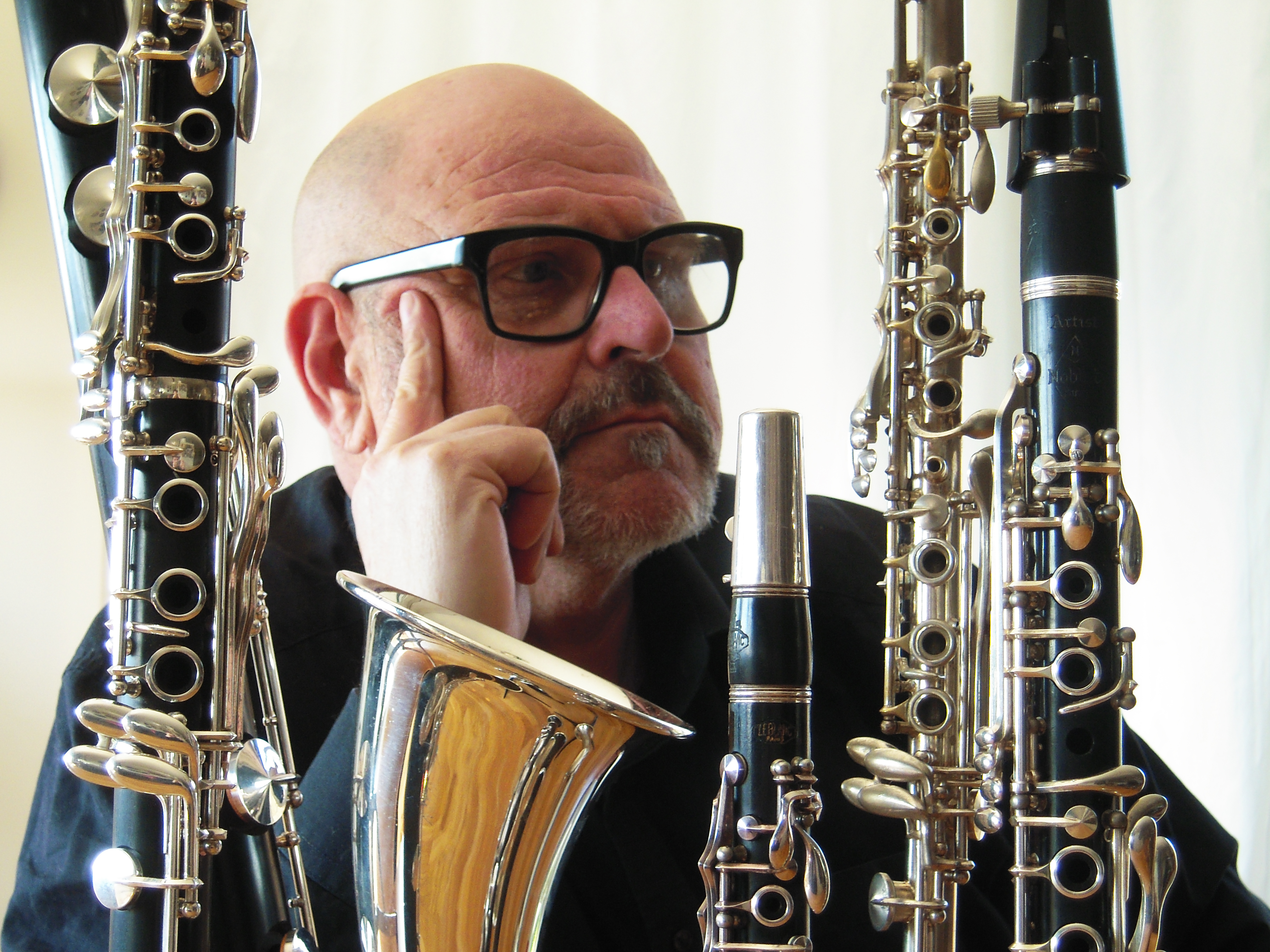
Markus Eichenberger mit Klarinetten

Markus Eichenberger (* 4. August 1957 in Aarau, Kanton Aargau) ist ein Schweizer Klarinettist und Saxophonist.

## Biographie
Nach einer Berufsausbildung zum Fotografen liess er sich zum Lehrer für musikalische Früherziehung ausbilden und machte ein Blasmusikdirigentendiplom EMV. Er arbeitete in dieser Zeit als Warenhausverkäufer und Lehrer für musikalische Früherziehung. Von 1982 bis 2022 unterrichtete er als Instrumentallehrer für Klarinette und Saxophon an der Musikschule Zürcher Unterland MSZU. Eichenberger lebt in Zürich und Menzberg.
Seit 1977 beschäftigt er sich als Klarinettist und teilweise als Saxophonist fast ausschliesslich mit improvisierter Musik in verschiedenen Gruppen und Projekten. Schwerpunkte bilden die Soloarbeit, das Duospiel sowie die Improvisation in der Grossformation, dabei insbesondere das Projekt «Domino Concept For Orchestra». Eichenberger ist Mitglied der Werkstatt für improvisierte Musik (WIM) in Zürich und trat an diversen Festivals auf, darunter:
- Transart Communication Nové Zámky 1991/1992/1995
- IIIer Festival inter-nacional de Performance i Poesia d'Accia Valencia 1992
- Jazz Festival Willisau 1995
- Jazzfestival Schaffhausen 1998
- Taktlos Festival Zürich-Basel 2000
- Bodenseefestival Friedrichshafen 2002
- Autumn Minsk 2003
- Irtijal Beirut 2005/2008.

Eichenberger war ausserdem als Experte Gast in einigen Folgen der Sendung «Jazz Collection» von Radio SRF 2 Kultur, darunter «Sun Ra – ein Wegbereiter des neuen Jazz,», «Der Jazz-Klarinettist aus New Orleans – Leon Albany 'Barney' Bigard», «Gato Barbieri – vom Bebop zum Pop-Jazz», «Johnny Dodds: von New Orleans nach Chicago» und «Saxophonist Lester Young prägte Generationen».

## Diskographie und Projekte (Auswahl)
- Werckmeister Two Movements mit Carl Ludwig Hübsch, Etienne Nillesen und Philip Zoubek (Creative Sources CS 769, 2022).
- Markus Eichenberger & Christoph Gallio: Unison Polyphony (ezz-thetics 1038, 2022).
- Werckmeister Musik mit Carl Ludwig Hübsch, Etienne Nillesen und Philip Zoubek (Creative Sources CS 658, 2020); aufgenommen auf die Longlist der deutschen Schallplattenkritik 1/2021.
- Markus Eichenberger & Daniel Studer: Suspended (HatOLOGY 748 2018).
- Markus Eichenberger, Roberto Domeniconi: Improvisations (Unit Records UTR 4811 2018).
- EnsembleX mit EnsembleX (Red Toucan Records RT 9344, 2012).
- Halbzeit Solo for Clarinet (Creative Sources cs171, 2010).
- Markus Eichenberger's DOMINO Concept for Orchestra (Emanem 4084, 2003).
- Markus Eichenberger, Ivano Torre: Gesänge aus dem Dickicht der Tage (Altrisuoni AS 041, 1999).
- Markus Eichenberger, Fredi Lüscher: Eulen fliegen nicht zum Mond (Altrisuoni AS 040, 1999).
- Markus Eichenberger, Fredi Lüscher, Alfred Zimmerlin, Bartolomé Ferrando: ¡Rojo! (UTR-4099 CD, 1996).
- Eichenberger & The Mytha Horns: San Gottardo (UTR-5003 CD, 1994).
- Tuttrieb-Triebtat Solo im Playback (UTR-4056 CD, 1993).
- Aquaphone an der Maria-Valeria-Brücke, mit Alfred Zimmerlin (2006–2023)[7], Projektbeschrieb, Hörbeispiel 2011.
- Hörgänge – ein akustisches Tagebuch, Projektbeschrieb und Hörbeispiele.

## Auszeichnungen
- Kompositionspreis des WDR (1992)
- Prix Cultura der Kiwanis Foundation (1998)
- Kompositionsauftrag der Stiftung Pro Helvetia (2000)
- Kulturpreis des Vereins Wirtschaft und Kultur Willisau (2004)
- Diverse Beiträge von Stadt und Kanton Zürich, Aargauer Kuratorium, Pro Helvetia, Konsulat der BRD sowie mehreren Stiftungen

## Pressestimmen
«[...] Eichenberger [macht] mit seinem bisweilen leicht knorrig-quer wirkenden, nachdenklichen Wesen seinem Namen alle Ehre.» Steff Rohrbach, Jazz'n'more